# هاري مورتيمر
هاري مورتيمر (23 نوفمبر 1872 - 18 يوليو 1953) (بالإنجليزية: Harry Mortimer)‏ هو لاعب كريكت بريطاني (وحمل سابقاً جنسية المملكة المتحدة لبريطانيا العظمى وأيرلندا). شارك مع منتخب إنجلترا للكريكت.

## وصلات خارجية
- هاري مورتيمر على موقع إي آس بي آن كريك إنفو (الإنجليزية)